# Zuidfoor
De Zuidfoor is een jaarlijks terugkerende kermis of foor in Brussel. Het is de grootste kermis van de Belgische hoofdstad. 
De kermis duurt meer dan een maand en begint op de zaterdag voorafgaand aan 21 juli, de Nationale feestdag van België en eindigt op de zondag van het zesde kermisweekend, in de tweede helft van augustus.
De kermis wordt sinds 1880 georganiseerd op de Zuidlaan, onderdeel van de Kleine Ring van Brussel, tussen de Hallepoort en de Anderlechtsepoort. Dat jaar besloot het Brusselse stadsbestuur om ter gelegenheid van de vijftigste verjaardag van de Belgische onafhankelijkheid de kermissen van de Grote Markt, de Graanmarkt en het Martelaarsplein bijeen te brengen op een nieuwe locatie.
De gemiddeld ruim 120 attracties, uitgebaat door de "forains", trekken jaarlijks meer dan anderhalf miljoen bezoekers. Snacks die in eetkraampjes worden verkocht zijn onder meer karakollen, krabben, frieten en smoutebollen.

## Voetnoten
1. ↑  Roel Jacobs, "Midi, foire du" in: Serge Jaumain (red.), Dictionnaire d'histoire de Bruxelles, 2013, p. 553